# غيزيل فروند
غيزيل فروند (بالفرنسية: Gisèle Freund)‏ هي مصورة ألمانية وفرنسية، ولدت في 19 ديسمبر 1908 في Schöneberg ‏ في ألمانيا، وتوفيت في 31 مارس 2000 في باريس في فرنسا.

## وصلات خارجية
- غيزيل فروند على موقع الموسوعة البريطانية (الإنجليزية)